# Гугленко Віктор Володимирович
Ві́ктор Володи́мирович Гугленко (1969—2022) — старший сержант Збройних сил України, учасник російсько-української війни, який загинув під час російського вторгнення в Україну.

## Життпис
Народився 1969 року, мешкав у с. Галаганівка Черкаського району Черкаської області. Працював у Черкаському управлінні захисних масивів дніпровських водосховищ понад двадцять років — спочатку на посаді електромонтера, згодом — начальником насосної станції. Брав участь у війни в Афганістані та в зоні ООС на сході України.
Під час російського вторгнення в Україну в 2022 році був старшим сержантом бригадної артилерійської групи. Загинув 22 березня 2022 року у місті Костянтинівка Донецької області внаслідок прямого влучання ракети противника. Поховано в Чигиринській міській громаді Черкаської області.

## Нагороди
- орден «За мужність» III ступеня (2022) — за особисту мужність і самовіддані дії, виявлені у захисті державного суверенітету та територіальної цілісності України, вірність військовій присязі.[3]